# Альгешево (Чебоксарский район)
Альге́шево (чув. Алькеш) — село в Чебоксарском районе Чувашской Республики. Входит в состав Синьяльского сельского поселения.

## Название
Исторические названия деревни — Вомбукасы, Алькеш (Вонпукасси), Вомбакасы, Байдеряково, Богородицкое.
Предположительно, название населенного пункта восходит к чувашскому языческому имени Алькеш, а топоним Вомпукасси происходит от чув. вӑнпу — «десятник, руководитель 10 общин».
Стоит отметить, что аналогичное название носит микрорайон, расположенный в южной части Калининского района г. Чебоксары, который до включения его в состав города являлся самостоятельным населённым пунктом — Альгешево.

## География
Населённый пункт расположен в непосредственной близости от автомагистрали М7, вблизи реки Шанга. Удалённость до районного центра, пгт Кугеси, составляет 6 км, до города Чебоксары — 2 км. Расстояние до железнодорожной станции составляет 8 километров. Сообщение между Южным посёлком Чебоксар обеспечивается посредством трассы и дамбы.

## История
Первое упоминание о поселении относится к первой половине XVII века. Основное население составляли чуваши, которые до 1724 года относились к категории ясачных крестьян, а до 1866 года — к государственным крестьянам. Занимались земледелием, животноводством, бурлачеством, ремеслом, кулеткачеством и прочими промыслами. Возведение сохранившегося и по сей день храма Казанской Божьей Матери завершилось к 1917 году. С 1883 года функционировала церковно-приходская школа, с 1887 года — школа Братства святого Гурия. В 1923 году создано товарищество «Кустарь-художник», с 1929 года — известная фабрика чувашской вышивки — «Паха тӗрӗ», с 1935 года — Альгешевская промысловая артель с тремя цехами: трикотажным, сапожным и вышивальным. В 1929 году был организован колхоз «Чувашская ЦИК». В 1959 году произошло присоединение к колхозу им. И. Г. Кадыкова, а с 1964 года — к совхозу с аналогичным названием. 

### Административно-территориальная принадлежность
В конце XVII века поселение находилось в составе Кувшинской, с XIX века и до 1927 года — Чебоксарской волостей Чебоксарского уезда, с 1 октября 1927 года — Чебоксарского района Чувашской АССР. 

## Население
| 2010 | 2012 |
| ---- | ---- |
| 480  | ↘448 |

### Историческая численность населения
Число дворов и жителей (по ревизиям и переписям): в 1742—1746 годах — 40 дворов, 200 чел; в 1763 году — 90 муж.; в 1795 — 94 двора (с двумя выселками), 307 муж., 292 жен.; в 1858 — 80 муж., 84 жен.; в 1897 — 141 муж., 156 жен.; в 1926 — 77 дворов, 146 муж., 172 жен.; в 1939 — 190 муж., 224 жен.; в 1979 — 221 муж., 269 жен.; в 1989 — 190 муж., 225 жен.; в 2002 — 192 муж., 176 жен.; в 2010 — 236 муж., 244 жен. Проживают чуваши, русские.

## Известные уроженцы
- Айзман, Николай Спиридонович (1905—1967) — чувашский драматург, переводчик, режиссёр, актёр, заслуженный деятель искусств ЧР.